# 1902 aux Territoires du Nord-Ouest
Chronologie des Territoires du Nord-Ouest
- 1898
- 1899
- 1900
- 1901
- 1902
- 1903
- 1904
- 1905
- 1906

Cette page concerne des événements d'actualité qui se sont produits durant l'année 1902 dans le territoire canadien des Territoires du Nord-Ouest.

## Politique
- Premier ministre : Frederick W. A. G. Haultain
- Commissaire :
- Législature :

## Événements
- 21 mai : élection générale dans les Territoires du Nord-Ouest.

## Naissances
- 25 novembre : Edward William Shore, surnommé Eddie Shore, (mort le 16 mars 1985) est un joueur professionnel puis un entraîneur de hockey sur glace.